# Webbhelix chadwicki
Webbhelix chadwicki är en snäckart som först beskrevs av James Henry Ferriss 1907.  Webbhelix chadwicki ingår i släktet Webbhelix och familjen Polygyridae. Inga underarter finns listade i Catalogue of Life.